# Ямушев, Григорий Яковлевич
Григо́рий Я́ковлевич Я́мушев (10 августа 1918 — 11 февраля 1978, Белово, Кемеровская область, РСФСР, СССР) — участник Великой Отечественной войны, командир 167-го отдельного гвардейского батальона связи 108-й гвардейской стрелковой дивизии 46-й армии 2-го Украинского фронта, Герой Советского Союза.

## Биография
Родился 10 августа 1918 года в селе Пикшень ныне Большеболдинского района Нижегородской области в семье крестьянина. Мордвин. После окончания семилетней школы поступил на педагогический рабфак в городе Саранске, столице Мордовии. Два года работал учителем в Николаевской средней школе Чебулинского района Кемеровской области.
В 1939 году во время похода Красной армии в Западную Украину погиб его брат, и Григорий написал письмо наркому с просьбой отправить его на фронт, тогда шли бои с Финляндией. В 1939 году был призван в армию и направлен в военное училище. В 1941 году, накануне войны, окончил Сталинградское военное училище связи.
На фронте в Великую Отечественную войну с октября 1941 года. Воевал на Калининском фронте, участвовал в битве на Курской дуге. В 1942 году был принят в ВКП(б). Затем сражался на 2-м, 3-м и 4-м Украинских фронтах. В боях на территории Венгрии зимой 1944 года капитан Ямушев уже командовал батальоном связи. Особо отличился при форсировании Дуная.
4 декабря 1944 года гвардии капитан Ямушев с тремя связистами под огнём противника с первым рейсом переправился через реку Дунай в районе города Эрчи (Венгрия). Недалеко от берега разрывом снаряда лодка с телефонистами была опрокинута взрывом. Связисты оказались в воде, а командир был ранен. Однако все четверо вплавь достигли занятого врагом берега и обеспечили десант проводной связью с КП дивизии. В течение суток фашистская артиллерия и авиация четырежды повреждала связь, но под руководством гвардии капитана Ямушева её восстанавливали.
Указом Президиума Верховного Совета СССР от 24 марта 1945 года за образцовое выполнение заданий командования и проявленные мужество и героизм в боях с немецкими захватчиками гвардии капитану Ямушеву Григорию Яковлевичу присвоено звание Героя Советского Союза с вручением ордена Ленина и медали «Золотая Звезда» (№ 4901).
В декабре 1945 года гвардии майор Ямушев по состоянию здоровья уволился в запас: сказались ранения и контузии. Несмотря на инвалидность, работал в колхозе «Прогресс» Марийской АССР. В 1949 году переехал в Кемеровскую область. В 1955 окончил областную партшколу. Был инструктором Беловского райкома партии, редактором районной газеты. Последние годы работал мастером ОТК на шахте в Кемеровской области. Жил в городе Белово. Умер 11 февраля 1978 года.

## Награды
Награждён орденами Ленина, Отечественной войны 2-й степени, Красной Звезды, медалями.

## Память
- Над его могилой в Старопестерево установлен бюст.
- В городе Белово Кемеровской области его имя — на Мемориале Славы Героям, павшим в Годы Великой Отечественной войны.